# Moral de Calatrava
Moral de Calatrava è un comune spagnolo di 5 429 abitanti situato nella comunità autonoma di Castiglia-La Mancia.